# Picknick

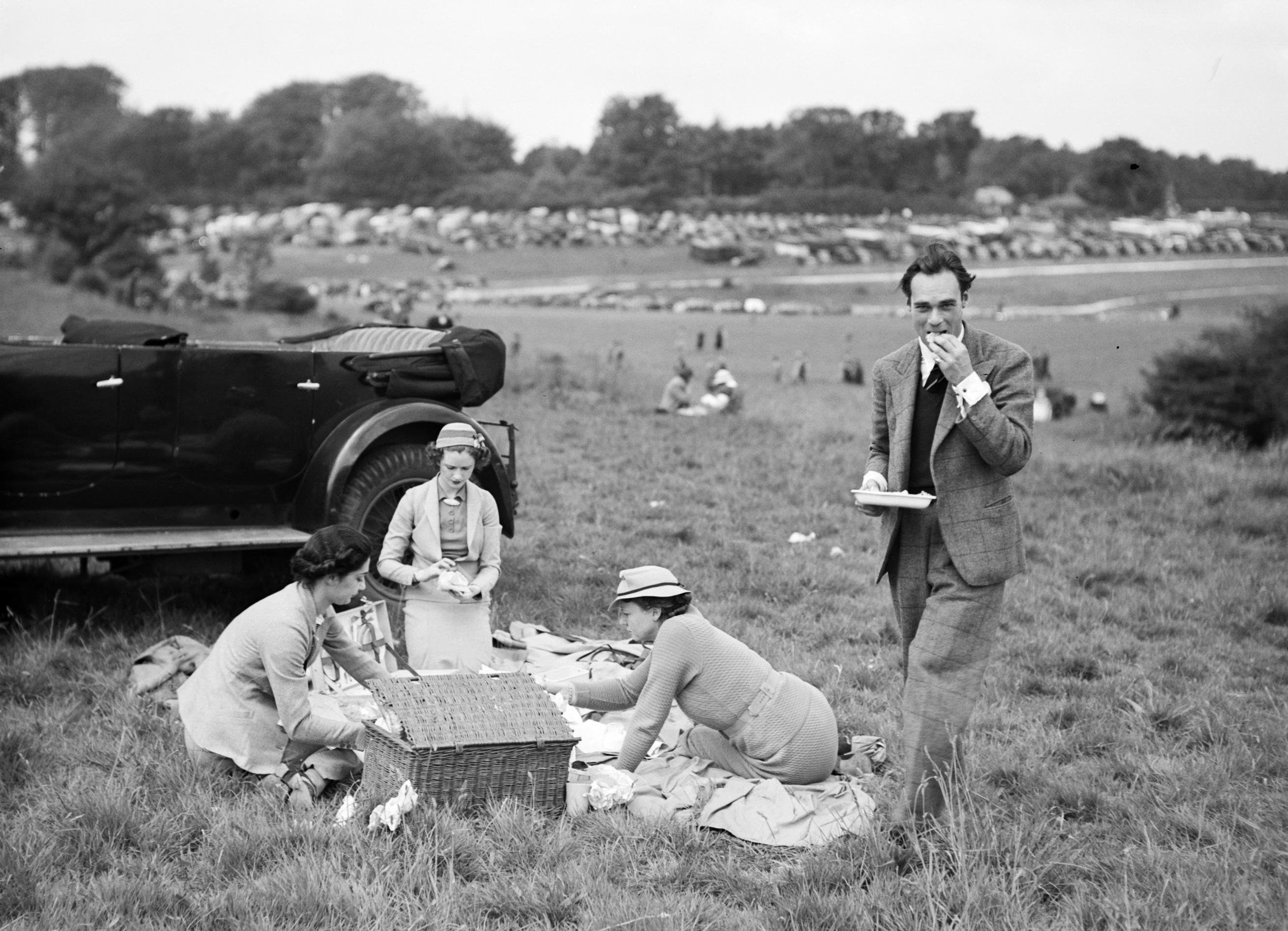
Picknick i gräset.

Picknick är en utflykt i naturen med förtäring och kan även syfta på själva måltiden. Maten brukar ofta ätas sittande på en filt i gräset, och bestå av smörgåsar, sallader, kallskuret, frukt, bakverk och varm eller kall dryck. Picknickvarorna kan packas i en picknickkorg eller en kylväska (kylvaror). Medtagna mål som äts under mindre fria sammanhang kallas vanligen matsäck eller matlåda.

## Ordets ursprung
Ordet picknick kommer från franska pique-nique och härrör från 1600-talet. Verbet piquer betyder ungefär "plocka" och nique betyder "något av mindre betydelse". I Sverige har ordet picknick använts sedan 1800-talet.
1748 deltog dåvarande kaptenlöjtnant Carl Tersmeden (1715-1797) i ett slädparti med trettio ekipage på väg till Åbo, något han i sina memoarer kallar en "picknick". 

## Inom konst, musik och litteratur

### Film
- Picnic, baserad på pjäsen med samma namn av William Inge.

### Musik
- Picknick, musikalbum av svenska Family Four 1972.

### Konst
- Édouard Manets tavla Le déjeuner sur l'herbe (Frukosten i det gröna) är kanske det mest kända konstverket som gestaltar en picknick.

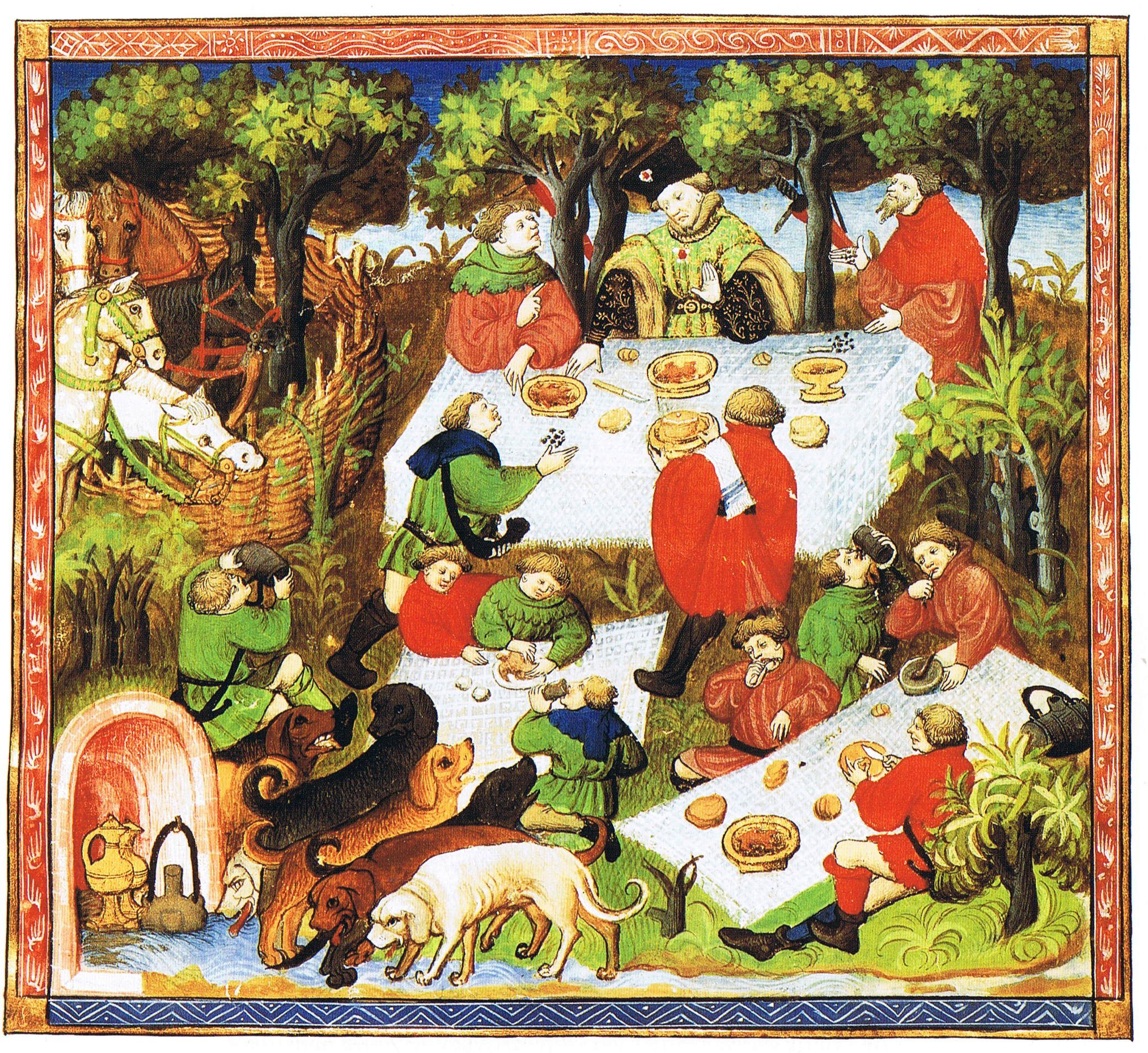
En adelsman med sällskap. Illustration av franska utgåvan av The Hunting Book of Gaston Phoebus, 1400-talet
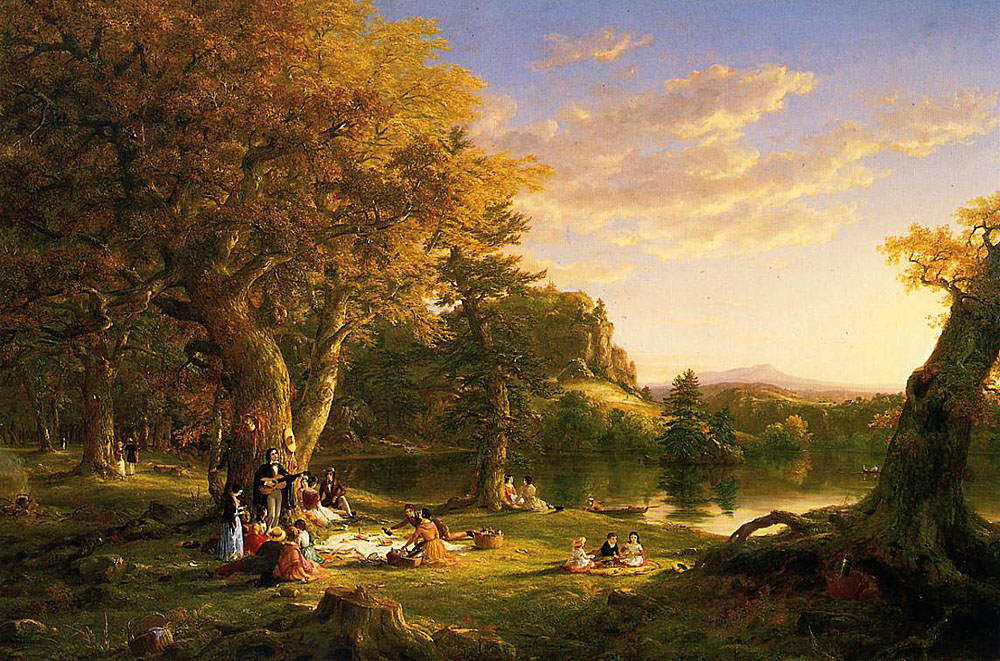
Thomas Cole "The Picnic" 1846
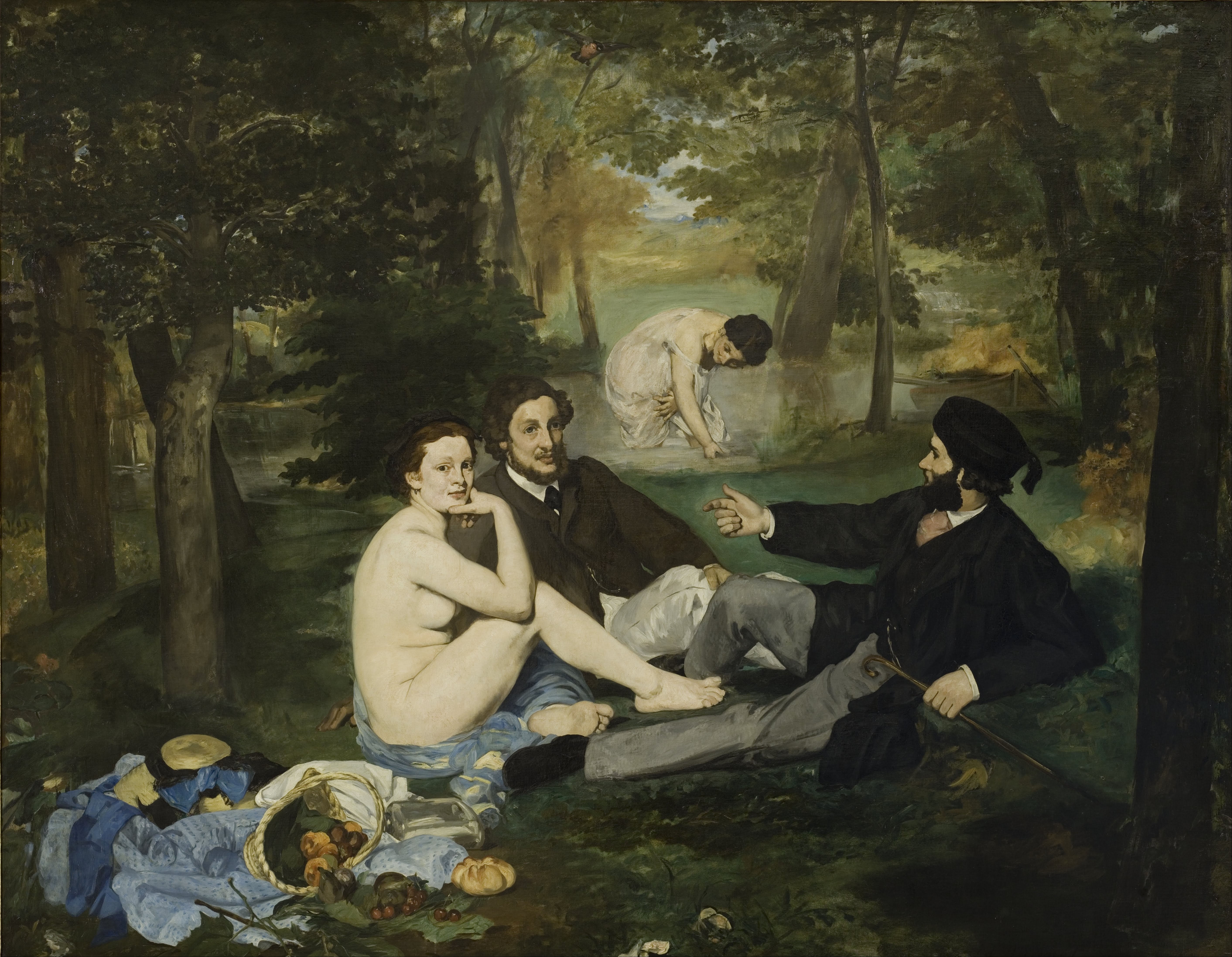
Frukost i det gröna, 1862